# La kermesse eroica
La kermesse eroica (La Kermesse héroïque) è un film del 1935 diretto da Jacques Feyder.
La pellicola è frutto di una coproduzione franco-tedesca. Dopo le "prime" a Parigi e a Berlino, fu presentato, con successo alla Mostra di Venezia del 1936. La sua versione tedesca è intitolata Die klugen Frauen ("Le sagge donne"). Le due versioni sono state interpretate da attori diversi tranne Françoise Rosay, moglie del regista, che compare in entrambe.

## Trama
Anno 1616. Nella cittadina di Boom, nelle Fiandre, è la vigilia della "Kermesse", la festa del paese. Fervono i preparativi cui sovrintende il borgomastro, aiutato dai membri del consiglio municipale, il macellaio (suo vice), il fornaio, il pescivendolo. È presente anche Julien Brueghel, giovane pittore incaricato di ritrarre il consiglio, innamorato, ricambiato, di Siska, la figlia maggiore del borgomastro, il quale, invece, vuole farla sposare con il macellaio. Egli però non ha fatto i conti con sua moglie Cornelia, che, memore del matrimonio che a lei fu imposto, parteggia per i due innamorati e promette a Siska di appoggiarla contro i maneggi del marito.
All'improvviso arrivano tre cavalieri che annunciano la prossima venuta di una colonna di Spagnoli. Gli abitanti di Boom sono terrorizzati: molti di loro ricordano gli orrori provocati dagli Spagnoli durante la guerra e, nonostante sia in vigore una tregua, temono che tutto si ripeta. Il borgomastro ha un'idea: fingere di essere appena morto per chiedere così il rispetto che si deve a un paese in lutto. Viene quindi allestito il suo feretro. Ma quando arriva la colonna spagnola, si scopre che si tratta solo del duca d'Olivares che sta viaggiando per tornare a casa. Gli animi si rasserenano, e, anche se ormai il borgomastro deve fingersi morto, si prepara un gran banchetto in onore del duca e del suo séguito. E saranno le donne del villaggio, indignate per il vile comportamento dei mariti, a gestire i rapporti con gli Spagnoli.

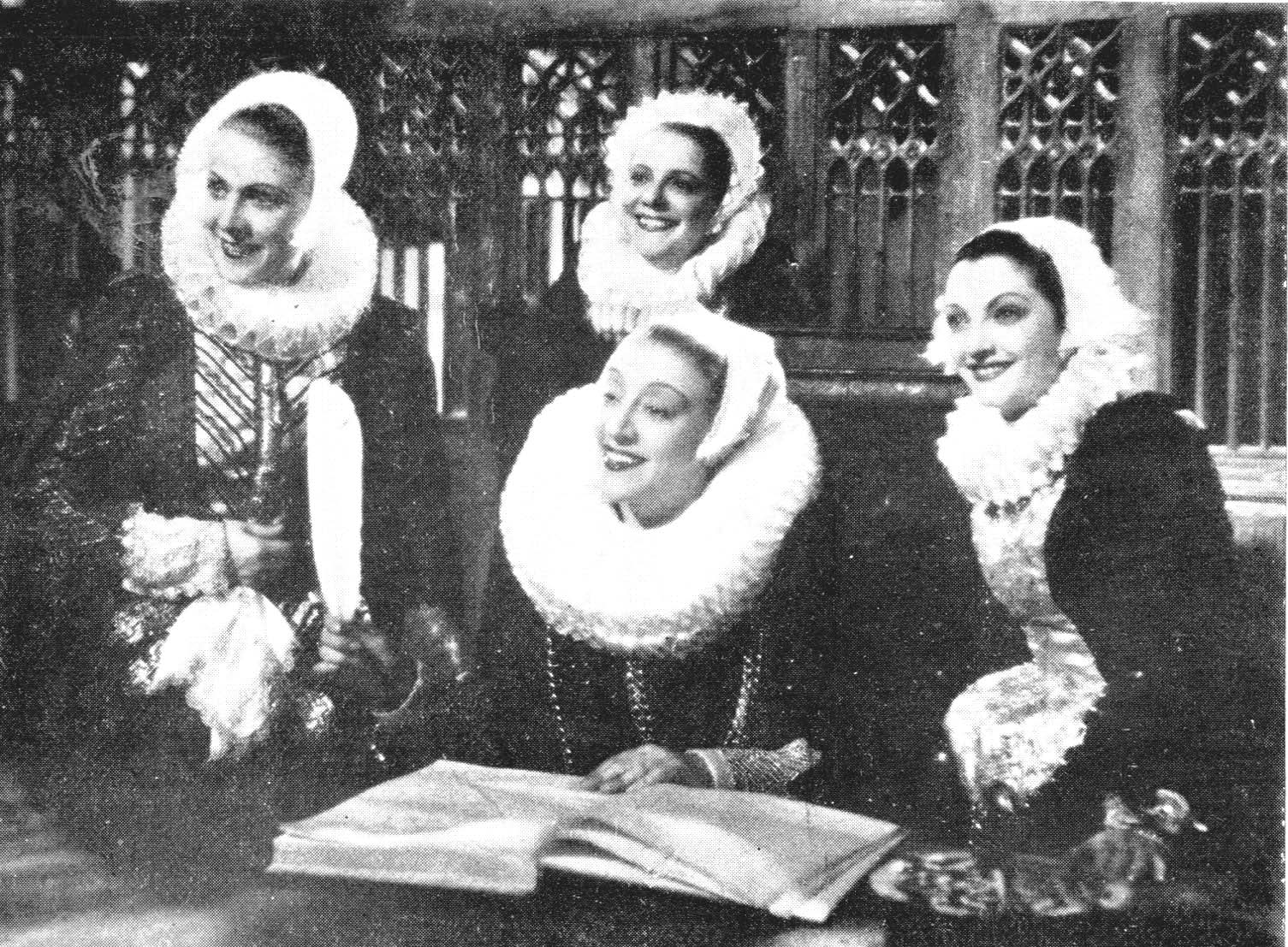
Françoise Rosay, la borgomastra, con le donne della cittadina di Boom

Durante la festa, Cornelia attira abilmente le attenzioni del duca e ottiene così da lui l'approvazione del matrimonio tra il pittore e Siska. Il borgomastro, sempre ufficialmente morto, non può fare nulla. Intanto i nobili che scortano il duca entrano in confidenza con le mogli dei collaboratori del borgomastro, tutti intenti a vegliare il presunto morto per tener fede alla finzione che per paura hanno escogitato.
Dopo la gran festa della sera, quando il giorno dopo la colonna spagnola riparte tutte le donne del villaggio salutano affettuosamente gli ospiti. Cornelia ha avuto in regalo da d'Olivares una preziosa collana e quando il sospettoso, furente e redivivo borgomastro gliene chiede il motivo, lei risponde beffarda che si tratta di un regalo del duca per il matrimonio di Siska. Ma di fronte agli abitanti di Boom lei darà merito a suo marito di aver salvato la cittadina, che, grazie all'abilità delle donne, ha ottenuto dal duca l'esenzione dalle imposte per un anno.

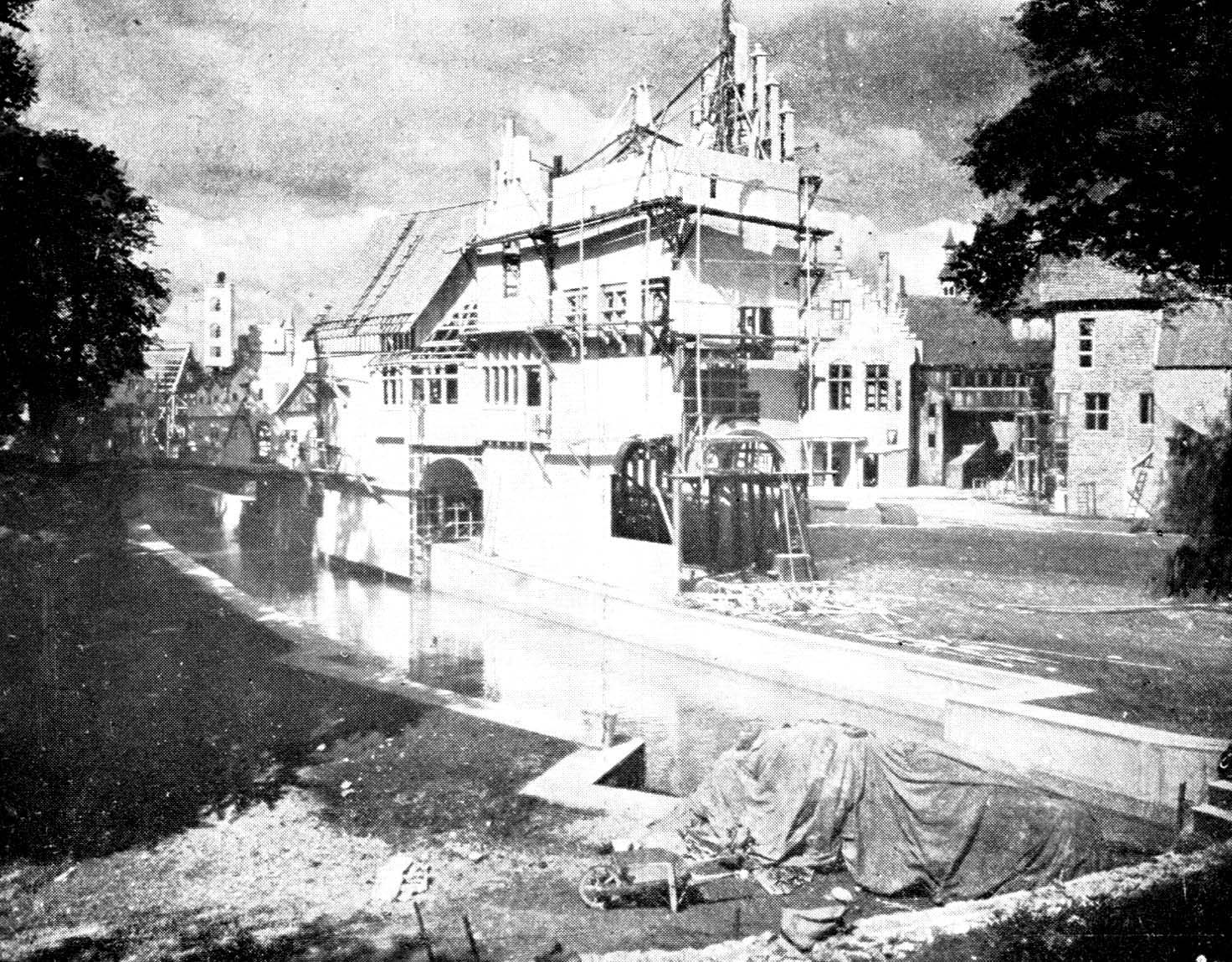
Un mulino fiammingo ricostruito negli studi cinematografici Éclair per la produzione de La kermesse eroica, 1935

## Produzione
La kermesse eroica fu prodotto dalla Tobis, società franco - tedesca, con la partecipazione anche di capitali olandesi. La sua origine è una novella scritta nel 1923 da Charles Spaak, dal titolo Les six bourgeois d'Alost, che Feyder aveva richiesto allo scrittore belga come soggetto di un film muto, poi non realizzato. Il film venne prodotto in due versioni, francese e tedesca, con attori diversi tra le due edizioni, tranne che per la sola Françoise Rosay, moglie di Feyder, che, grazie alla conoscenza delle lingue, poté interpretare il ruolo della borgomastra in entrambe le versioni. Alcune fonti riportano la presenza (non accreditata) tra gli attori anche di Enrico Glori. Alla versione tedesca fu apportata qualche lieve differenza rispetto a quella francese riguardo alla figura di un sacerdote, che fu più ammorbidita in considerazione degli spettatori cattolici bavaresi.
Il regista Feyder presentò la Kermesse come la realizzazione del suo sogno di dirigere un film in costume. «Ma non vorrei raccontare - disse - la vita di personaggi illustri, che implica un eccessivo spreco di mezzi». Tuttavia il film costituì un forte impegno produttivo, tanto che per affrontare meglio gli alti costi richiesti per un film in costume, si ipotizzò anche la realizzazione di una terza versione, inglese, di cui Feyder parlò con il regista produttore Alexander Korda, il quale, da poco stabilitosi a Londra, vi aveva fondato, assieme all'italiano Toeplitz, già Presidente della Cines, la "London Film Company"; alla fine questo progetto non decollò in quanto Korda obiettò che nel film le attrici vi comparivano troppo "vestite".
Molti commentatori hanno evidenziato le disparate provenienze che diedero origine al film. Capitali francesi, tedeschi e olandesi per la produzione, attori francesi e tedeschi, e collaboratori tecnici di varie nazionalità: belgi il regista Feyder e il soggettista Spaak, inglese l'operatore della fotografia Streding, russo, anche se da tempo stabilito in Francia, lo scenografo Meerson, che per rendere con esattezza e vigore i costumi e le scene effettuò diversi viaggi nella zona delle Fiandre, documentandosi anche su quadri e disegni dell'epoca. 

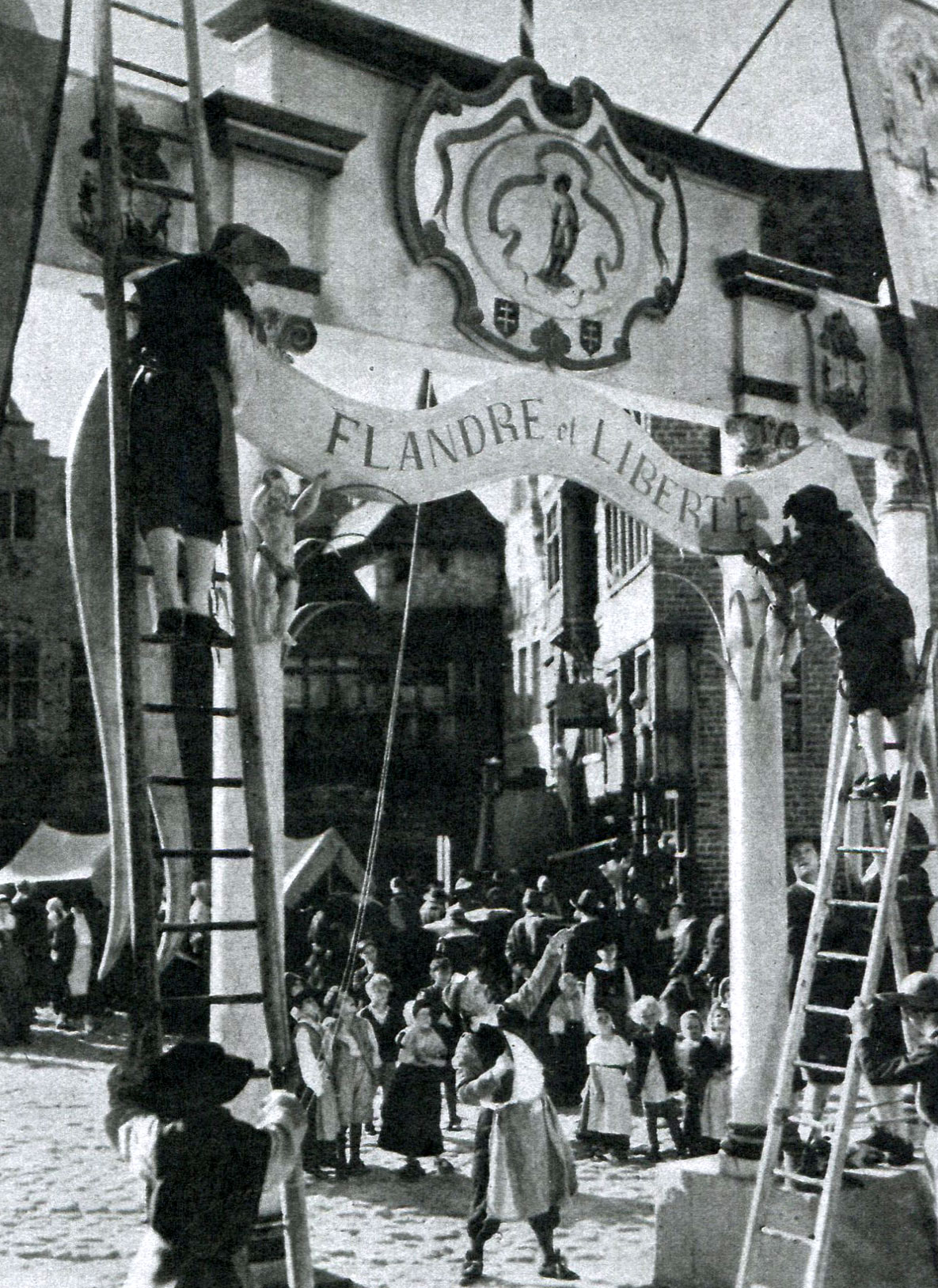
Fotogramma da La kermesse eroica, preparativi della festa

Nel cast tecnico da segnalare la presenza, quale assistente di Feyder, di Marcel Carné, il quale nella Kermesse svolgeva per la quarta volta tale ruolo, e che subito dopo passò alla regia dirigendo nel 1936 il suo primo film Jenny.
La Kermesse fu realizzata tra il maggio e l'ottobre 1935 negli stabilimenti Éclair di Épinay-sur-Seine dove furono ricostruiti gli ambienti di una cittadina fiamminga del Seicento. Il film esordì in "prima" mondiale a Parigi il 1º dicembre 1935, nel corso di un "galà" svoltosi ai Champs Elysées, per poi uscire nelle sale il 3 dicembre. Il 16 gennaio 1936 fu proiettato anche a Berlino in un evento cui presero parte molte personalità tra cui l'ambasciatore francese e lo stesso Ministro della Propaganda Goebbels. Fu poi presentato alla Mostra di Venezia, facendo una eccezione al regolamento della manifestazione, trattandosi di un'opera non inedita e che aveva già ricevuto un altro premio.
Il rapporto intercorrente con la pittura fiamminga è uno dei temi ricorrenti nei giudizi sulla Kermesse. «Feyder - a ha scritto Sadoul - si applicò soprattutto a far emergere la magnificenza degli antichi maestri fiamminghi come Brueghel o Jordaens, o ancora Frans Hals». Secondo Savio, un altro pittore a cui si ispirarono Feyder e i suoi collaboratori, lo scenografo Meerson e il costumista Bende, fu Jan Vermeer, anche se di poco successivo all'epoca dei fatti narrati nel film.
L'evocazione della pittura del '600 fiammingo in quanto fonte di ispirazione cinematografica fu citata da qualche commentatore quale esempio da seguire per i produttori e registi italiani: «Feyder ha avuto l'abilità - scrisse Marco Ramperti - di sfruttare il genio pittorico del '600 fiammingo, lo stesso sfruttamento che. invano. noi ci facciamo premura di proporre ai produttori italiani rispetto ai capolavori di casa nostra. È possibile che un fondale del Carpaccio  o del Veronese interessino meno per un film storico su Venezia ?»

## Accoglienza
Dopo i debutti di Parigi e Berlino, La kermesse eroica, distribuito dalla stessa Tobis, iniziò a circolare nelle sale, con alterni risultati (successo in Francia e Germania, accoglienza fredda in altri Paesi europei). Ma in Belgio, paese natale del regista, la proiezione del film scatenò quasi ovunque, nonostante le spiegazioni che Feyder volle a più riprese fornire, una campagna di accese proteste, con manifestazioni, discussioni parlamentari e incidenti causati dai movimenti nazionalisti, che accusarono il film di essere strumento della propaganda tedesca e di derisione dell'orgoglio nazionale belga. Gli incidenti furono particolarmente gravi a Bruges, dove le proiezioni furono interrotte più volte e vi furono cariche della polizia e 38 arresti.

### Critica contemporanea

#### In Francia
All'inizio la critica francese non fu unanime nel giudicare la farsa di Feyder: alcuni arrivarono a sostenere che si erano spesi denaro e sforzi per un film che non li meritava. Altri invece contestarono l'impostazione "pacifista" del film ed, in un caso, un critico arrivò a definire la Kermesse film di «ispirazione nazista», tanto che Feyder lo querelò, vincendo la causa. Tuttavia, nonostante le riserve della critica, il film riscontrò un forte successo di pubblico (come accadde peraltro anche in Germania per la versione tedesca), al punto che il letterato e regista Jean Cocteau ebbe modo di affermare che «La kermesse eroica ha vinto in appello».

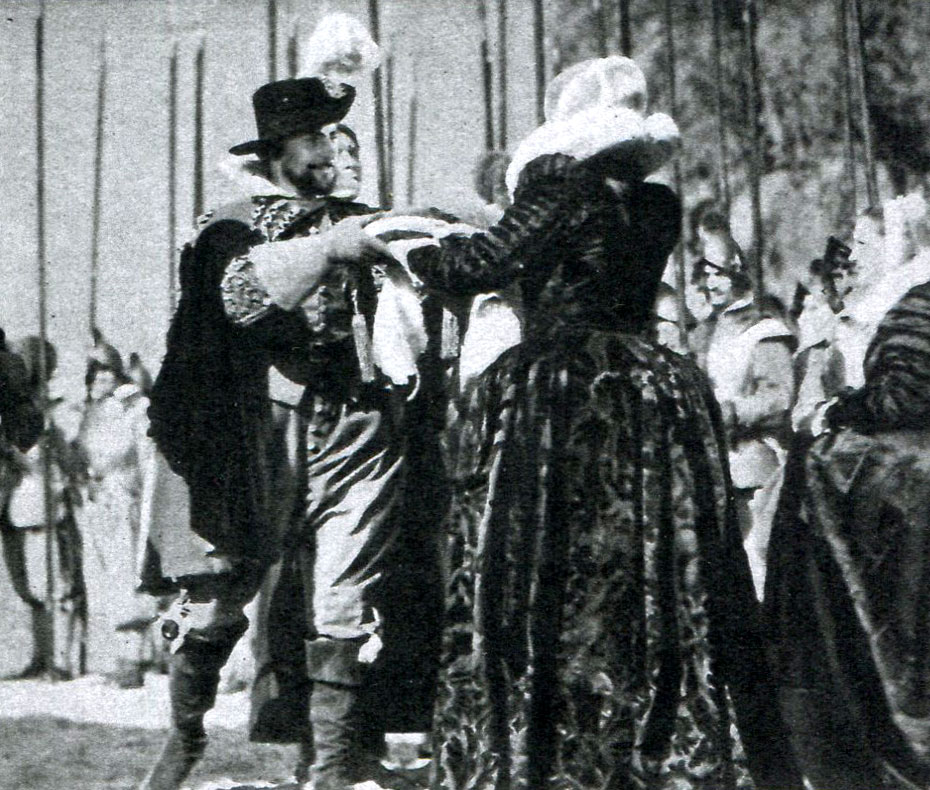
Fotogramma del film: le danze

#### In Italia
Uscito in Italia in occasione della presentazione veneziana, il film ricevette unanimi commenti molto positivi. «Un film piacevolissimo - scrisse La Stampa - divertente come pochi, una "tarasconata" in trine e broccato del '600, con qualche venatura boccaccesca, condita di uno spirito parigino di prima mano», mentre, secondo il critico Marco Ramperti, con la Kermesse «è stato presentato il miglior film della Mostra per armonia, gusto, novità e piacevolezza», Luigi Chiarini, allora direttore del Centro Sperimentale di Cinematografia scrisse che «questo film insegna come si possa divertire il gran pubblico senza prostituirsi, ma anzi raffinandone la cultura e il gusto».

### Commenti successivi
Considerato da diversi commentatori il film più riuscito di Feyder, la Kermesse rimane «una delle opere più celebri, più memorabili della storia del cinema francese sonoro e, forse, per Feyder, il suo capolavoro: alcuni suoi film sono stati rifatti, ma sembra impossibile rifare la Kermesse» ed è da considerare «uno sfarzoso divertimento che raggiunge la perfezione con la stupenda scenografia, la bellissima fotografia e i sontuosi costumi».

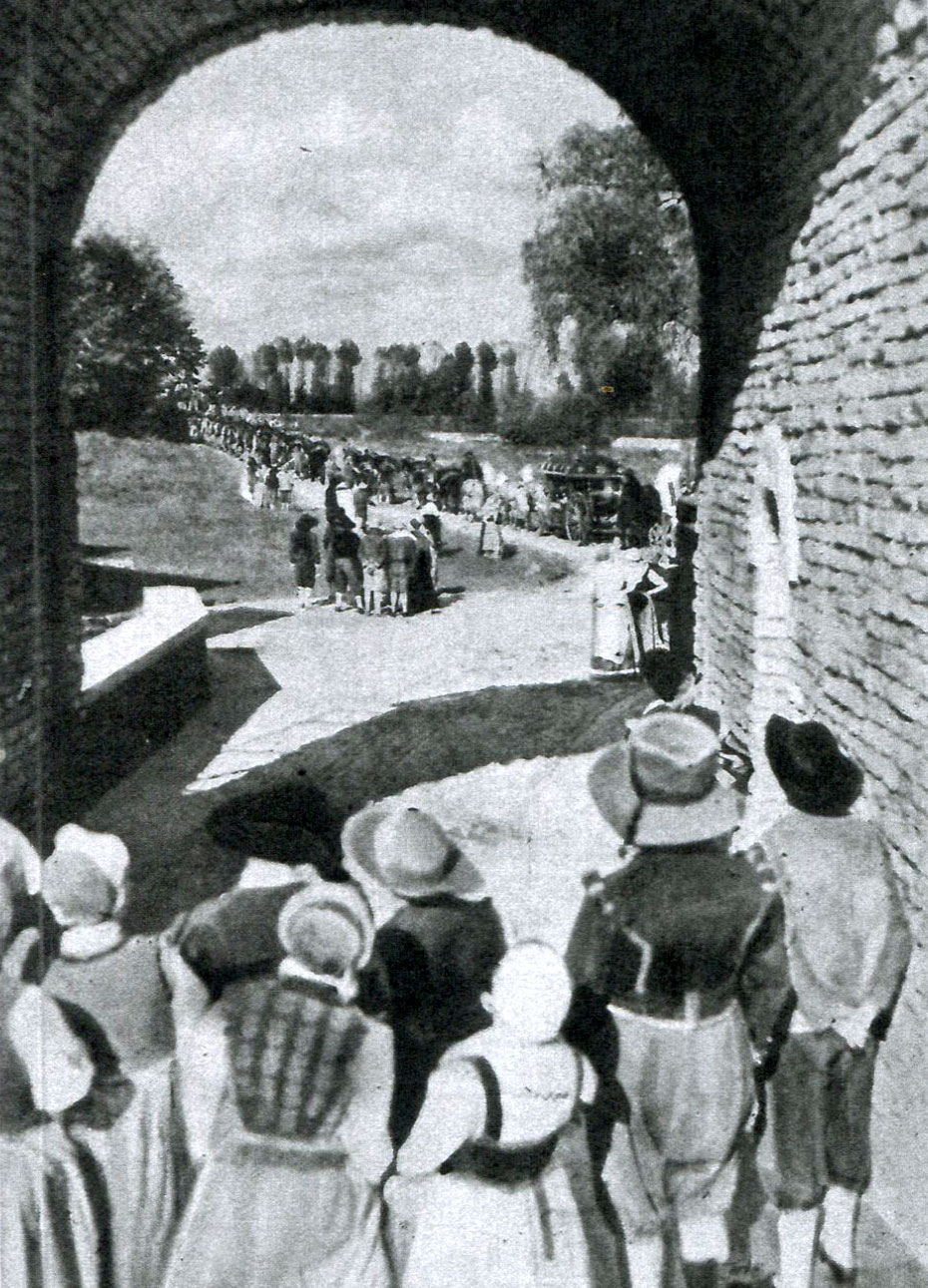
Fotogramma del film: l'arrivo dei soldati spagnoli nel villaggio di Boom

Dello stesso tenore i commenti retrospettivi in Italia, dove nel 1945 fu pubblicata un'intera monografia sul film: «Film piacevole, divertente, sereno, da guardare senza corrugare la fronte; possiamo dire che la Kermesse eroica è un film buono come il pane, come una fetta di pane casalingo di cui quei tempi erano piene tutte le dispense di Boom». Più recente il giudizio del Mereghetti secondo cui è «una ironica e scanzonata pochade» che «ha i suoi punti di forza nelle scenografie e nei costumi [...] e nella fotografia», mentre «lasciano un po' a desiderare il ritmo e le invenzioni narrative».

## Riconoscimenti
La kermesse eroica diventò uno dei film più premiati degli anni trenta. In Francia ottenne pochi giorni dopo la sua uscita il "Gran Prix du Cinéma Français" nella seconda edizione di questa manifestazione. Negli USA, ancora lontani gli anni in cui fu istituito l'Oscar al miglior film straniero, il film di Feyder venne premiato come miglior film straniero dell'anno 1936 dal National Board of Review of Motion Pictures. Anche nel lontano Giappone la kermesse fu premiato con il "Gran Premio Internazionale", un riconoscimento assegnato dai critici cinematografici di quel paese. Infine, in occasione della Mostra di Venezia, Feyder ricevette la Coppa per la miglior regia tra tutte le pellicole presentate quell'anno alla manifestazione lagunare; nel 1976, il critico Francesco Savio - che quell'anno curò una rassegna dedicata al cinema del 1936 - inserì il film nella retrospettiva della mostra veneziana.